# Esenbeckia farraginis
Esenbeckia farraginis är en tvåvingeart som beskrevs av David Fairchild och Wilkerson 1981. Esenbeckia farraginis ingår i släktet Esenbeckia och familjen bromsar. Inga underarter finns listade i Catalogue of Life.